# Урожайновский сельский совет (Симферопольский район)
 Урожайновский сельский совет (укр. Урожайнівська сільська рада, крымскотат. Çoyunçı köy şurası) — административно-территориальная единица в Симферопольском районе АР Крым Украины (фактически до 2014 года), ранее до 1991 года — в  составе Крымской области УССР в СССР, в 1954 году — в составе Крымской области РСФСР в СССР.
Сельсовет был образован Решением облисполкома от 10 августа 1954 года.
Население по переписи 2001 года свыше 3,6 тыс. человек, в основном русские.
К 2014 году сельсовет состоял из 2 сёл:
- Урожайное
- Живописное.

С 2014 года на месте сельсовета находится Урожайновское сельское поселение.